# Autoexploración testicular
La autoexploración testicular es un procedimiento en el que el varón examina sus propios testículos y el escroto en busca de posibles bultos o hinchazón.
Como el cáncer de testículo afecta a un número significativo de varones, los médicos recomiendan la autoexploración mensual. Haciendo este examen cada mes los varones se familiarizan con la forma normal de esta parte de su cuerpo, de modo que cualquier cambio resulte evidente.
A partir de la pubertad en adelante deberían examinar sus testículos después de un baño o ducha calientes, que es cuando el escroto está más relajado. La exploración no debe ser dolorosa en ningún momento. Primero se debe examinar cada testículo por separado palpando suavemente con los dedos de ambas manos en busca de bultos alrededor de toda la superficie. A lo largo de toda la parte posterior del testículo y de consistencia blanda se encuentra en epidídimo que es donde se recogen los espermatozoides, y que no hay que confundir con un bulto. En la parte superior se encuentra el cordón espermático. Después de examinar cada testículo se comparan ambos.
Se recomienda consultar con un médico, generalmente un urólogo, en caso de encontrarse un bulto en un testículo.
Los testículos deben ser examinados por un médico si se advierte cualquiera de los siguientes síntomas:
- un bulto fijo en un testículo
- dolor o sensibilidad (sin haber recibido ningún golpe reciente)
- repentina acumulación de fluido en el escroto
- ligero agrandamiento o molestias en los pezones o pechos
- dolor sordo en el bajo vientre o la ingle
- aumento o disminución significativos del tamaño de uno de los testículos.(Es normal que un testículo sea ligeramente mayor que el otro).

Algunos síntomas son similares a los de otras patologías que también requieren tratamiento y debe ser consultada con el médico:
- Criptorquidia (testículos no descendidos)
- Epididimitis (Infección del epidídimo)
- Espermatocele (quiste lleno de semen en el epidídimo)
- Hidrocele (fluido en el escroto)
- Orquitis (la inflamación o infección del testículo)
- Varicocele (venas varicosas en el cordón espermático).